# Веретенников, Виктор Григорьевич
Веретенников, Виктор Григорьевич (25 февраля 1938, Хабаровск — 25 июля 2008, Москва) — известный учёный-математик и преподаватель в области нелинейной механики, д.ф.м.н., член-корр. РАН (2003 г.). Лауреат (в составе группы сотр.) Премии Правительства РФ в области науки и техники (1981 г.). Заведовал каф. «Теоретическая механика» МАИ, был проректором МАИ по научной работе.

## Научный вклад
Виктор Григорьевич Веретенников — специалист в области нелинейной механики (теория устойчивости движения, теория нелинейных колебаний, аналитическая механика, теория управления и стабилизации, механика систем переменного состава, математическое моделирование).
Виктору Григорьевичу Веретенникову удалось решить классическую задачу об устойчивости нелинейных систем в критических случаях произвольного числа пар чисто мнимых корней. Им развиты методы оценок областей устойчивости и притяжения, методы стабилизации нелинейных управляемых систем. В теории нелинейных колебаний В. Г. Веретенниковым классический метод Каменкова Г. В. был развит для систем со многими степенями свободы при наличии внешних и внутренних резонансов различных порядков, а также для существенно нелинейных систем, не обращающихся в линейные при равенстве нулю малого параметра. В. Г. Веретенниковым дано обобщение ряда классических принципов механики на системы более общего вида.
Виктор Григорьевич Веретенников является одним из пионеров в разработке и внедрении методов компьютерной алгебры в нелинейную механику.
Развитые В. Г. Веретенниковым методы исследования нелинейных систем были применены им и его учениками в исследовании динамики различных летательных аппаратов при выполнении работ по заказам предприятий Министерства обороны и Росавиакосмоса.

## Научно-организаторская деятельность
Заведовал каф. «Теоретическая механика» МАИ, был проректором МАИ по научной работе.

### Избр. научные труды
- Веретенников В. Г. Устойчивость и колебания нелинейных систем в критических и близких к критическим случаях : диссертация … доктора физико-математических наук : 01.02.01. — Москва, 1972. — 185 с. : ил.
- Веретенников В. Г., Синицын В. А. К выводу уравнений движения системы переменного состава // Вестник МАИ, 1994. Т. 1. № 2.
- Веретенников В. Г., Синицын В. А. К динамике большого тела в атмосфере планеты // Вестник МАИ, 1999. Т. 6. № 1.
- Веретенников В. Г., Синицын В. А. Аналитические принципы построения математических моделей динамики // Вестник МАИ, 2005. Т. 12. № 2.
- Веретенников В. Г., Синицын В. А. О применении принципа виртуальных перемещений // Вестник МАИ, 2006. Т. 13. № 1.
- и др.[2].

### Учебные пособия
(переиздания не указаны)
- Веретенников В. Г. Исследование устойчивости нелинейных систем : учеб. пос. — Москва : МАИ, 1979. — 95 с.
- Веретенников В. Г., Гурин А. И. Некоторые вопросы динамики систем с циклическими координатами : учеб. пос. — М. : МАИ, 1980. — 87 с. : ил
- Веретенников В. Г., Серёгин В. Н. Исследование колебаний нелинейных систем : учеб. пос. — М. : МАИ, 1982. — 68 с.
- Веретенников В. Г. Устойчивость и колебания нелинейных систем : учеб. пос. для вузов по специальности «Прикладная математика». — Москва : Наука, 1984. — 320 с.
- Второй метод Ляпунова. Оценки областей устойчивости и притяжения : Учеб. пособие : (Для дневной формы обучения) / В. Г. Веретенников, В. В. Зайцев; Моск. авиац. ин-т им. Серго Орджоникидзе. — М. : МАИ, 1986. — 71 с.
- Теоретическая механика. Вывод и анализ уравнений движения на ЭВМ : [Учеб. пособие / В. Г. Веретенников и др.]; Под ред. В. Г. Веретенникова. — М. : Высш. шк., 1990. — 173,[1] с. : ил.; 21 см. — (ЭВМ в техн. вузе).; ISBN 5-06-000055-9
- Веретенников В. Г., Синицын В. А. Теоретическая механика : доп. к общ. разделам : Учеб. пос. для вузов. — М. : Изд-во МАИ, 1996. — 336 с. : ил.; 21 см; ISBN 5-7035-1415-0
- Колебательные процессы в механических системах с упругими и диссипативными элементами / В. Г. Веретенников, И. И. Карпов, Ю. Г. Марков. — М. : Изд-во МАИ, 1998. — 142,[1] с. : ил.; 20 см; ISBN 5-7035-2073-8
- Современные компьютерные методы решения задач механики : [Учеб. пособие] / [В. Г. Веретенников и др.]. — М. : Изд-во МАИ, 1999. — 141 с. : ил.; 20 см; ISBN 5-7035-2292-7
- Веретенников В. Г., Синицын В. А. Метод переменного действия (заметки) / В. Г. Веретенников, В. А. Синицын. — М. : Физматлит, 2002. — 176 с. : ил., табл.; 20 см; ISBN 5-9221-0217-6

## Награды и признание
- Премия Правительства РФ в области науки и техники в составе научного коллектива (2001) — за создание новой технологии пожаротушения, основанной на газодинамическом способе формирования высокоскоростных мелкодисперсных струй жидкости.
- Член-корреспондент РАН c 22.05.2003 — Отделение энергетики, машиностроения, механики и процессов управления (секция механики).